# Пряхина, Софья Ивановна
Софья Ивановна Пряхина (род. 15 июля 1941) ― советский и российский учёный в области агрометеорологии, доктор сельскохозяйственных наук, профессор кафедры метеорологии и климатологии Саратовского государственного университета имени Н. Г. Чернышевского (с 2000 года).

## Биография
Софья Ивановна Пряхина родилась 15 июля 1941 года в посёлке Вербилки Талдомского района Московской области. В 1965 году успешно с отличием завершила обучение на географическом факультете Саратовского государственного университета, получила специальность «метеоролог» и была по направлению отправлена работать в Северное управление Гидрометеорологической службы. 
В 1967 году стала трудиться лаборантом кафедры «Метеорологии и климатологии» в Саратовском государственном университете. С 1972 года проходила обучение в аспирантуре на кафедре метеорологии и климатологии, одновременно была назначена ассистентом кафедры, В 1975 году успешно защитила диссертацию на соискание степени кандидата сельскохозяйственных наук. В 1976 году назначена на должность доцента кафедры «Метеорологии и климатологии» Саратовского государственного университета. В 2000 году защитила докторскую диссертацию, на тему: "Формирование урожая зерновых культур и прогнозирование его величины и качества в условиях Нижнего Поволжья". В этом же году и до настоящего времени работает профессором кафедры.
Активный участник научного сообщества. Глубоко изучает и анализирует использование природных ресурсов Нижнего Поволжья сельскохозяйственным производством. В университете преподаёт "Основы агрометеорологии", "Агрометеорологические прогнозы" и "Метеорологию и климатологию". Является автором более 115 научных работ, среди них пять монографий, четыре в соавторстве и десять учебно-методических пособий. Её работы имеются трудах Академии наук России. Многие её разработки внедрены в производство Министерством сельского хозяйства Саратовской области.

## Монографии и работы
- Пряхина С.И. Климат Саратова. Монография под ред. Ц.А. Швер. Л.; Гидрометеоиздат, 1987. Разделы: «Ветровой режим Саратова» и «Климатическая характеристика сезонов»;
- Пряхина С.И. Биоклиматический потенциал Саратовской области. Монография деп. в ВИНИТИ. Саратов, 1998;
- Пряхина С.И. Агрогидрологические и агроэкологические основы орошения. Коллективная монография под ред. Е.П.Денисова. Саратов: Изд-во Сарат.гос.аграрного ун-та им. Н.И.Вавилова, 2000. Разделы: «Прогноз качества зерна озимой и яровой пшеницы» и «Характеристика биоклиматического потенциала»;
- Пряхина С.И. Природные ресурсы Нижнего Поволжья и степень их использования  зерновыми культурами. Монография. Саратов: Изд-во Аквариус, 2001;
- Пряхина С.И. Энциклопедия Саратовского края. Саратов: Приволжское кн. изд-во, 2002. Раздел «Климат Саратовской области»;
- Пряхина С.И. Прогнозы, расчёты, обоснования в агрометеорологии: учебно-методическое пособие к практическим занятиям по курсу «Агрометеорологические прогнозы» для студентов-бакалавров, обучающихся по направлению 05.03.05 «Прикладная гидрометеорология». Саратов: ИЦ «Наука», 2014.
- Пряхина С.И., Ормели Е.И. Влияние погодных условий на распределение белковости зерновых культур в Саратовской области // География в Саратовском университете. Современные исследования. Сборник научных трудов. Саратов: изд-во СГУ, 2014, С. 183-187.
- Пряхина С.И., Ормели Е.И., Догадин А.В. Модели урожайности озимых зерновых культур в условиях Саратовской области // География и регион. Том 4. Гидрометеорология. Картография и геоинформатика. Материалы международной научно-практической конференции 23-25 сентября 2015 г. Пермь: ПГНИУ, 2015. С. 126-129.
- Пряхина С.И. Условия произрастания озимых культур в осенний период и их состояние ко времени прекращения вегетации в Саратовской области // Климатология и гляциология Сибири. Материалы международной научной конференции / под общ. ред. В.П. Горбатенко, В.В. Севастьянова, Томск, 20-23 октября 2015 г. С. 318-319.
- Пряхина С.И., Морозова С.В., Левицкая Н.Г. Составление агроклиматической характеристики территории. Учебно-методическое пособие для студентов, обучающихся по направлению подготовки 05.03.05 Прикладная гидрометеорология профиль подготовки Прикладная метеорология. Саратов: ИЦ «Наука», 2015. 36 с.
- Пряхина С.И., Васильева М.Ю. Природно-ресурсный потенциал зернового производства Саратовской области / С.И. Пряхина, М.Ю. Васильева - Саратов: ИЦ «Наука», 2015. – 104 с.
- Пряхина С.И., Котова А.А., Котова К.А. Типизация весен Саратова по тепловлагообеспеченности // Известия Саратовского университета. Новая серия. Серия: Науки о Земле. - 2016. -Т.16, В.3- С.147-150.